# Cantiere navale Remontowa
Il cantiere navale Remontowa di Danzica è il più grande cantiere navale della Polonia specializzato nelle riparazioni (polacco: Remontowa) navali. Ha i suoi stabilimenti nell'isolotto di Ostrów, presso Danzica. Il nome completo dello stabilimento è Gdańska Stocznia "Remontowa" im. Józefa Piłsudskiego SA, essendo intitolato al Maresciallo e Presidente della Polonia Józef Piłsudski.
Il cantiere è una delle 26 società del gruppo Remontowa, gruppo del quale è la società leader. Il cantiere ha sei strutture portuali con una capacità di sollevamento fino a 36.000 tonnellate ed è specializzato oltre che nelle costruzioni, nella riparazione, nella conversione e nell'estensione delle navi. Attualmente l'attività degli stabilimenti si concentra sul retrofit di depuratori per il trattamento dei gas di scarico e l'installazione di impianti di trattamento delle acque di zavorra e inoltre vengono elaborati regolarmente ordini per progetti offshore.

## Infrastrutture
L'area totale del cantiere è di 850.000 m² con un'area coperta di 133.500 m² e una banchina di 6.000 metri e dispone delle seguenti infrastrutture:
- Bacini galleggianti:
  - 6.400 tonnellate, 8.000 DWT, 136 m
  - 9.000 tonnellate, 18.000 dwt, 164 m
  - 15.000 tonnellate, 50.000 dwt, 189,4 m
  - 25.000 tonnellate, 85.000 dwt, 225 m
  - 33.000 tonnellate, 135.000 dwt, 255 m
- Pontone galleggiante (capacità di carico, capacità di aggancio, lunghezza):
  - 900 tonnellate, 1500 dwt, 92 m
- Squero 160 mx33 m
- Gru galleggiante REM-220 con una capacità di carico di 220 tonnellate

## Storia
In breve tempo, le stazioni di riparazione (soggette al Ministero della navigazione) - Ostrów (Danzica)
Il 1º luglio 1952 venne costituita nell'isola di Ostrów l'Officina Riparazioni polacco: Baza Remontowa) che, soggetta al Ministero della navigazione, il 7 novembre 1952 venne separata dal cantiere navale di Danzica cambiando la denominazione in Cantiere Riparazioni Navali si Danzica (polacco: Gdańska Stocznia Remontowa); nel novembre 1958 lo stabilimento contava oltre 2000 dipendenti. Nel 1961 venne costituita una scuola aziendale che fornì un afflusso di lavoratori qualificati fino al 1991, quando il cantiere rifiutò di finanziare le attività di questa struttura. Tra il 1962 e il 1964 nel cantiere vennero costruite una serie di chiatte da 100 tonnellate. Nel 1963 venne trasportato da Stettino un bacino galleggiante con una capacità di sollevamento di 2700 tonnellate e venne acquistato un bacino con una capacità di 11000 tonnellate. Nel 1964 lo stabilimento contava oltre 4320 dipendenti. Tra il 1965 e il 1967 vennero costruite due banchine con una capacità di 3500 tonnellate e nel 1968 un bacino con una capacità di 9.000 tonnellate.
Gli scioperi del dicembre 1970 hanno portato all'introduzione di una tariffa oraria superiore del 20% e all'abolizione del massimale del premio di produttività. Nel corso dello stesso anno venne costruito un bacino con una capacità di carico di 25.000 tonnellate e nel 1974 di un bacino con una capacità di 55.000 tonnellate per il cantiere svedese Götaverken di Göteborg.
Nel 1976 l'impianto è stato insignito dell'Ordine della Bandiera del lavoro di I classe.
Nell'agosto 1980 il personale ha partecipato agli scioperi, insieme ai dipendenti del Cantiere Nord e del Cantiere Lenin; nel corso degli scioperi i lavoratori hanno formulato 18 richieste e un accordo con i comitati di sciopero degli altri cantieri di Danzica, in base al quale che l'interruzione dello sciopero poteva avvenire solo dopo una decisione comune. Gli scioperi sono proseguiti fino alla firma degli accordi del 31 agosto.
Il 6 ottobre 1981 venne effettuata la prima operazione di accorciamento dello scafo di una nave di 7,4 m (4,2 m a poppa e di 3,2 m a prua) per un armatore greco.
L'11 novembre 1981 in seguito ad una consultazione tra i lavoratori il cantiere venne intitolato in maniera plebiscitaria al maresciallo di Polonia Józef Piłsudski; alla cerimonia di intitolazione prese parte Marian Jurczyk della Commissione nazionale di "Solidarność".
Il 13 dicembre 1981 con l'introduzione della legge marziale vennero organizzati sit-in e scioperi brutalmente interrotti la mattina del 16 dicembre, con l'intervento dell'esercito e dei reparti antisommossa della Milicja, che ha visto l'ingresso nel cantiere navale di mezzi corazzati e veicoli blindati, seguito da numerosi arresti e internamenti. Venne anche nominato un "Commissario militare", inviato dal Consiglio Militare di Salvezza Nazionale, che aveva il compito di supervisione della situazione socio-politica nel cantiere e gli scioperanti detenuti e portati in centri di detenzione temporanei.
Nel 1982 e negli anni successivi proseguì la repressione degli attivisti sindacali e i partecipanti ad azioni di sciopero furono condannati a pene detentive da 2 a 7 anni, al licenziamento o alla privazione di stipendio, bonus e tredicesima.
Nel 1986 venne acquistato un bacino con una capacità di carico di 33.000 tonnellate, il più grande bacino galleggiante in Polonia.
Il 23 agosto 1988 i dipendenti del cantiere hanno aderito alle azioni di protesta a livello nazionale, con sit-in e scioperi; una di questa manifestazioni ha visto la partecipazione di Lech Wałęsa.
Il 12 maggio 1989 il cantiere tornò ad essere intitolato a Józef Piłsudski, dopo che la sua intitolazione era stata sospesa durante la legge marziale.
Sempre nel 1989, in seguito alla fine del regime comunista in Polonia, il cantiere venne riorganizzato adeguando le attività nell'ambito dell'economia di mercato, con un cambiamento nella direzione delle vendite; nel 1990, l'8% dei servizi era stato venduto ai mercati occidentali fino ad arrivare all'86% nel 2001.
Nel 1993 venne acquistato il cantiere albanese di Durazzo, dopo il fallimento dei tentativi di ristrutturazione.
Nel 1997 venne costituito un proprio ufficio di costruzione impiegando 100 specialisti.
Nel 2001 il cantiere venne totalmente privatizzato e nel 2003 l'azienda ha acquisito il Cantiere Nord.
Nel 2006 venne ricostruita la banchina numero 3, aumentandone le dimensioni, con una lunghezza aumentata da 176 a 189,4 metri, la larghezza da 34 a 44 metri e la capacità di carico da 11.000 a 15.000 tonnellate; nello stesso anno l'azienda ha registrato ricavi per oltre 1 miliardo di Złoty.
Nel marzo 2009 la divulgazione dei problemi finanziari derivanti dal coinvolgimento dell'azienda in opzioni valutarie ha portato alle dimissioni del presidente Piotr Soyka, motivata ufficialmente con il pensionamento, e la sua sostituzione con Jarosław Flont.